# Liste der Kommunikationsmodelle
Hauptartikel: Kommunikationsmodell

## Deskriptive Modelle

Schematische Darstellung des Vier-Seiten-Modells

- Feldschema der Massenkommunikation von Gerhard Maletzke (1963)[1]
- Kommunikationsmodell von John W. Riley und Matilda White Riley (1959)[2]
- Kommunikationsmodell von Bruce H. Westley und Malcolm S. MacLean (1957)[3]
- Materialistisches Kommunikationsmodell von Wulf D. Hund (1976)[4]

## Funktionsmodelle
- Organon-Modell von Karl Bühler (1933)
- Sechsgliedriges Modell von Roman Jakobson (1960)
- Vier-Seiten-Modell von Friedemann Schulz von Thun (1981)

## Integration von Wirkung und Nutzen
- Dynamisch-transaktionaler Ansatz nach Werner Früh und Klaus Schönbach (1982)

## Medienwirkungsmodelle

### Kognitive Medienwirkungen
- Agenda-Building-Ansatz nach Gladys E. Lang und Kurt Lang (1981)[5]
- Agenda-Setting-Ansatz nach Maxwell E. McCombs und Donald L. Shaw (1972)[6]
- Theorie der Schweigespirale nach Elisabeth Noelle-Neumann (1970er)[7]
- Wissenskluft-Hypothese (Knowledge-Gap) nach Phillip J. Tichenor, George A. Donohue und Clarice N. Olien (1970)[8]

### S-R- und S-O-R-Modelle
- Sender-Empfänger-Modell (auch Hypodermic Needle Concept, Transmission Belt Theory oder Magic Bullet Theory; 1920er)
- Stimulus-Response-Modell

### Theorien zur Wirkungslosigkeit der Medien
- Verstärkerthese nach Joseph Klapper (1960)[9]

### Zweistufen-Modelle
- Gatekeeper-Ansatz von David M. White (1950)[10]
- Kommunikationsmodell nach Lazarsfeld (The People’s Choice, 1944)
- Multi-Step-Flow-Modell (1950er)
- Opinion-Sharing-Modell nach Verling C. Troldahl und Robert van Dam (1965)[11]

## Nachrichtenübertragungsmodelle
- Informationstechnisches Kommunikationsmodell von Claude E. Shannon und Warren Weaver (1949)[12]

## Publikums- oder kulturbasierte Theorien
- Cultural Studies nach Stuart Hall
- Kritische Theorie
- Kultivierungsthese nach George Gerbner und Larry Gross (1976)
- Uses-and-Gratifications-Ansatz nach Elihu Katz und David Foulkes (1962)

## Soziologische Modelle
- Systemtheorie von Niklas Luhmann (Funktionale Differenzierung) (1968)
- Konstruktivistisches Kommunikationsmodell von Gebhard Rusch, Klaus Merten u. a.
- Symbolischer Interaktionismus nach Herbert Blumer (1937)
- Theorie des kommunikativen Handelns von Jürgen Habermas (1981)

## Weitere Ansätze zur Theoriebildung
- Cognitive turn
- Diskurstheorie
- Lerntheorie
- Medientheorie
- Sprechakttheorie
- Verhaltenstheorie

## Weitere Modelle
- Encoding/Decoding-Modell von Stuart Hall (1973)
- Speaking-Modell von Dell Hymes (1962)
- Kommunikationsbegriffe nach Klaus Merten (1977)
- Kommunikationsmodell von Horst Reimann (1974)
- Kommunikationsmodell von Jörg Aufermann (1971)
- Nutzenansatz von Will Teichert (1972/1973)
- Kommunikationstypisierung von Michael Kunczik (1977)
- Sprechakttheorie
- Theorie der Kybernetik von Norbert Wiener (1948)

## Wortmodelle
- Lasswell-Formel von Harold Dwight Lasswell (1948)

## Zwischenmenschliche Kommunikation
- Eisbergmodell
- Kommunikationsformen nach Satir
- Kommunikationstheorie von Paul Watzlawick (1972)
- Autokommunikation